# Zabytki w Legnicy

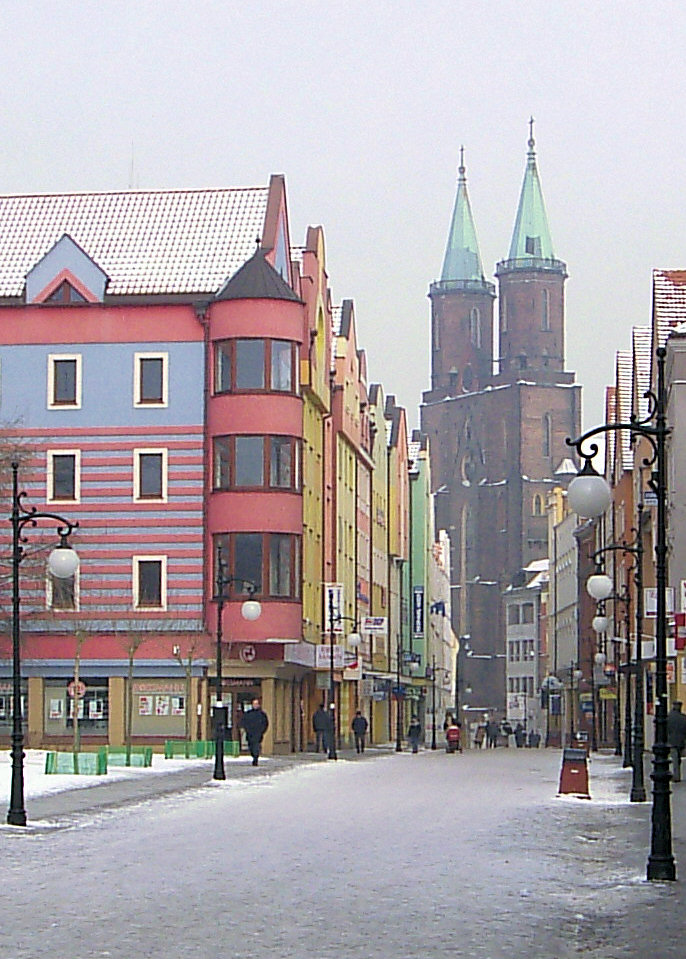
Kościół NM Panny

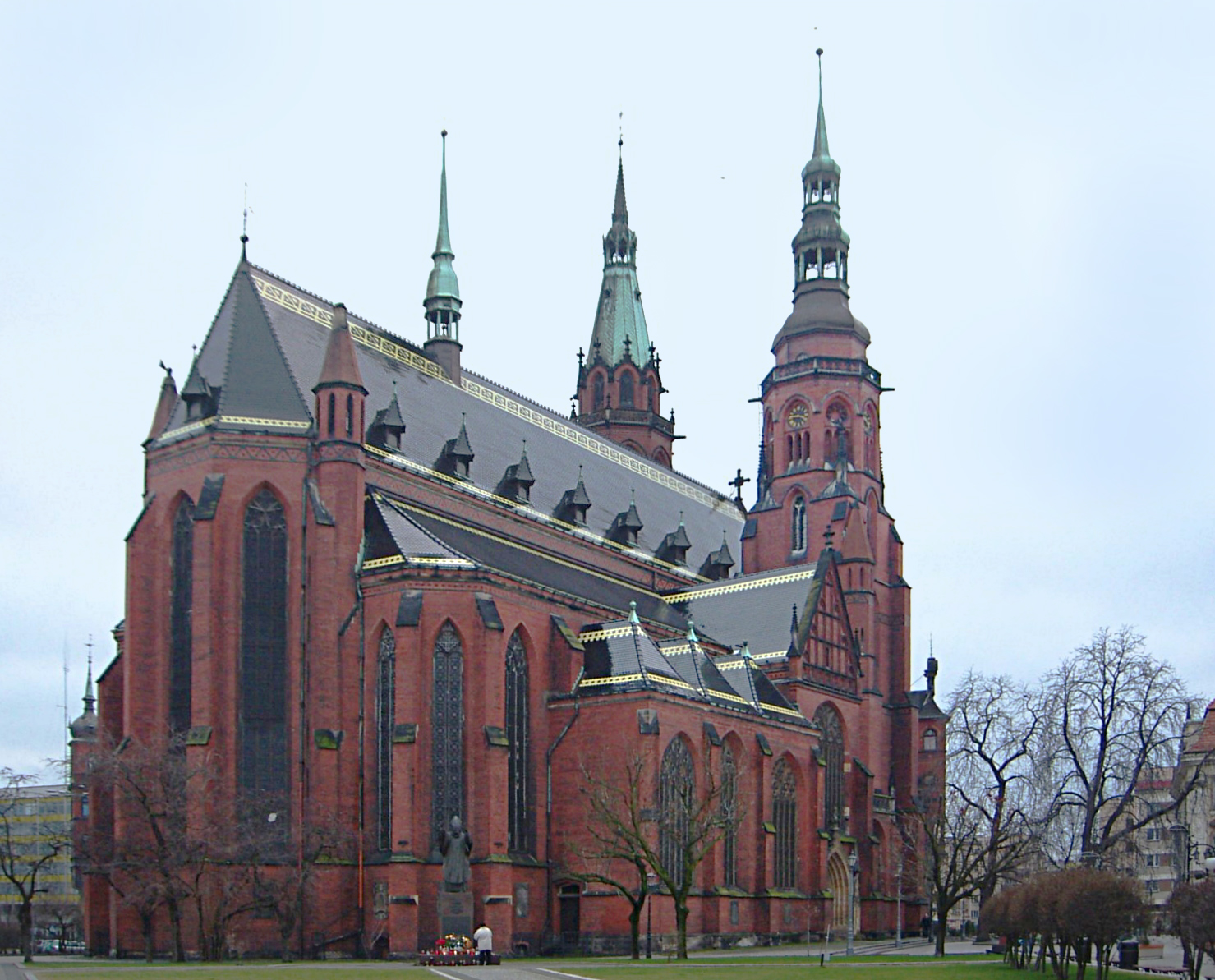
Katedra

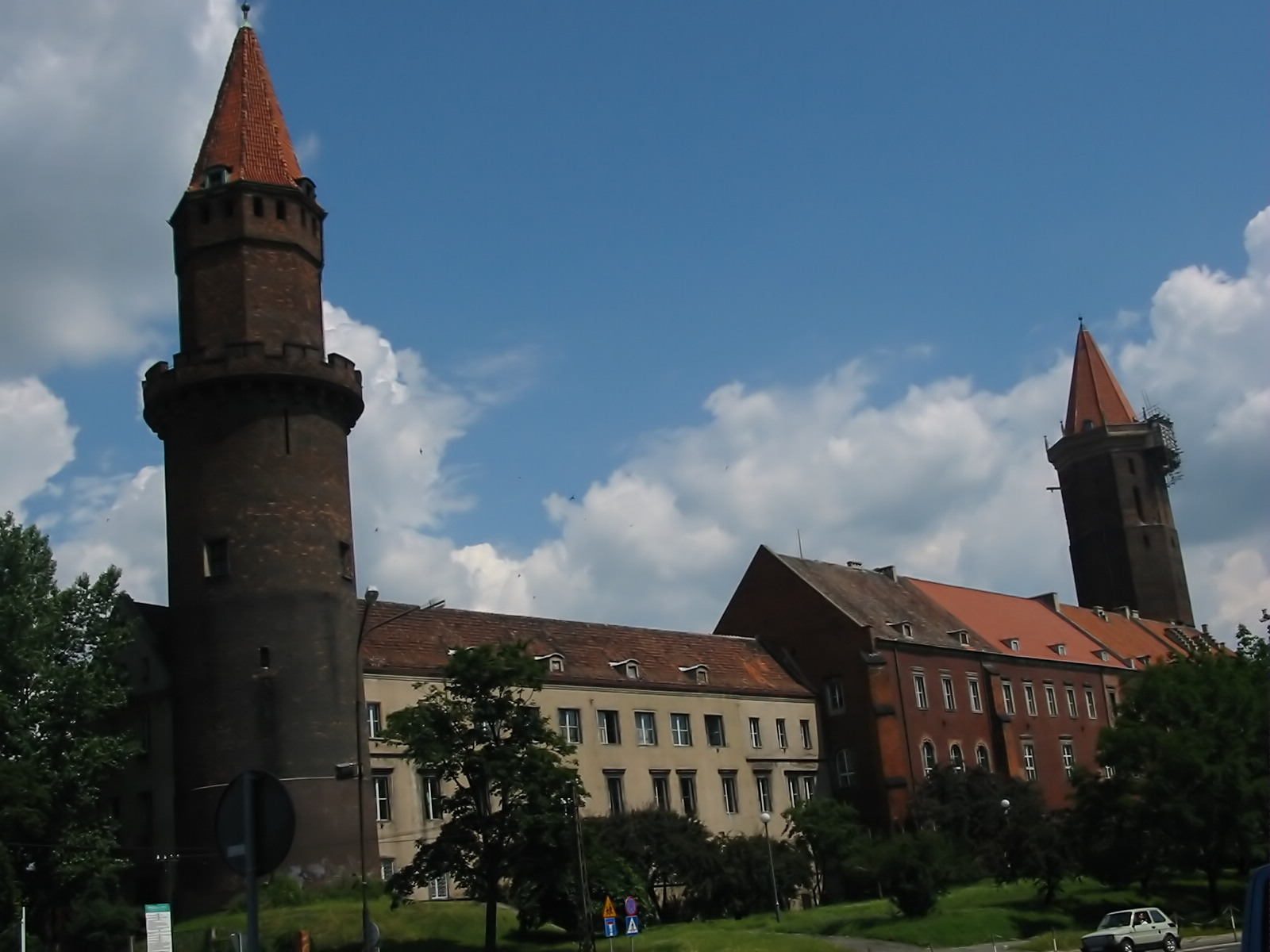
Zamek Piastowski

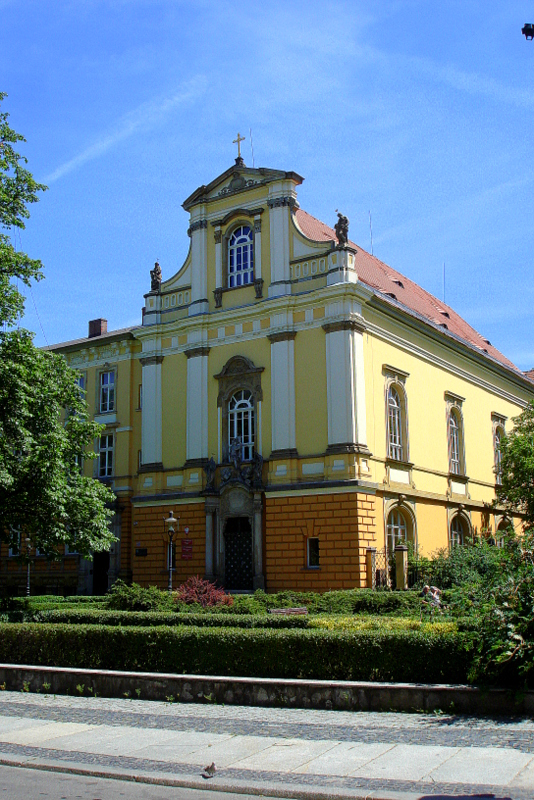
I Liceum Ogólnokształcące

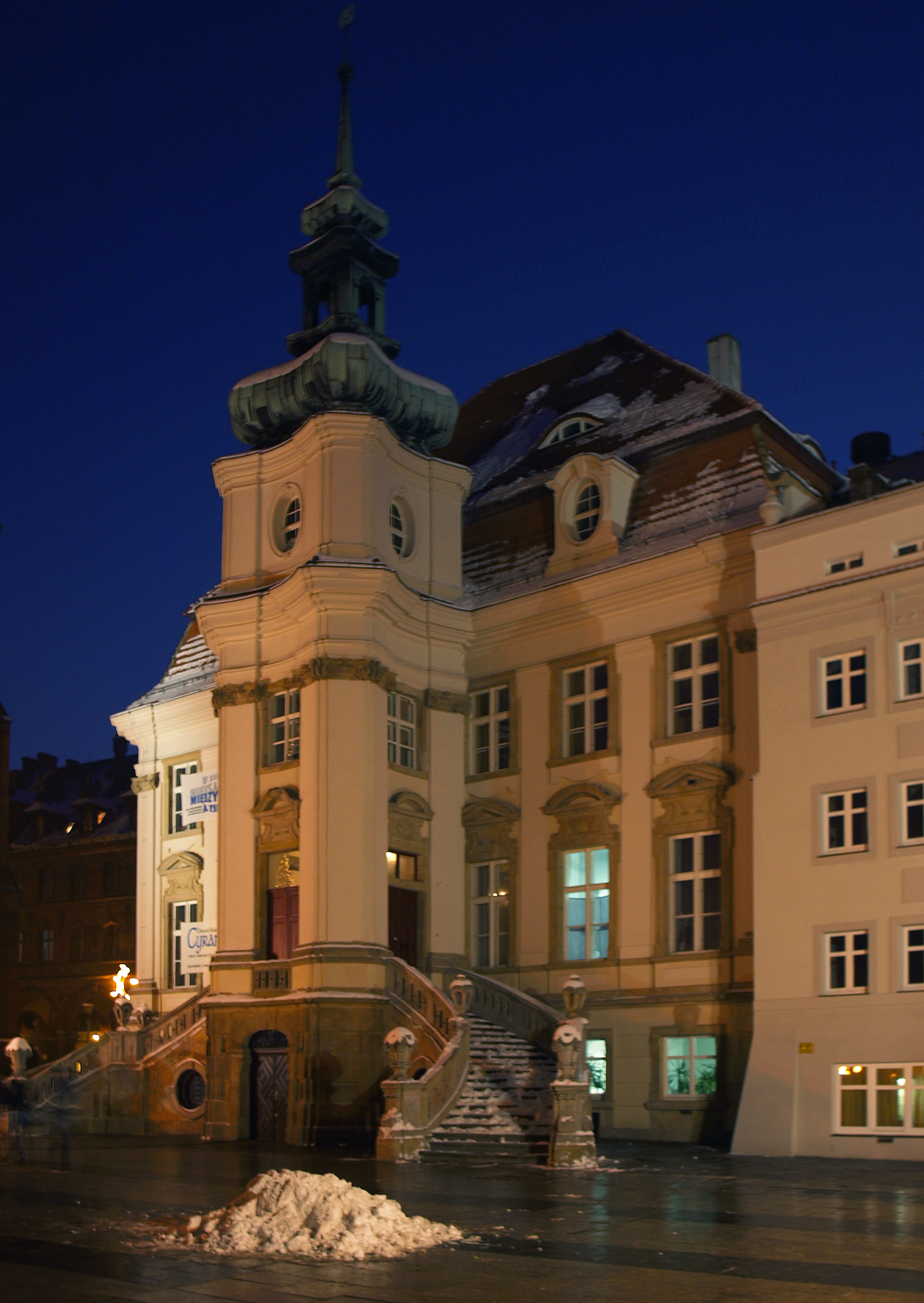
Stary Ratusz nocą

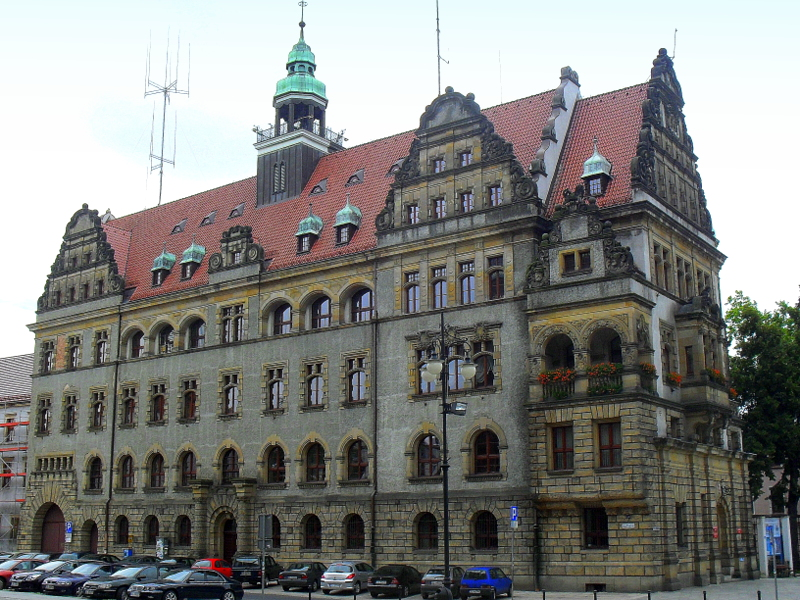
Nowy Ratusz

Do rejestru zabytków wpisane są następujące obiekty z Legnicy (stan na 14 września 2012 roku):
- obszar zabytkowy miasta, z XIII-XVII w.
- dzielnica „Tarninów”, z 1896 r., 1901 r.
- kościół par., ob. katedra pw. św.św. Piotra i Pawła, pl. Katedralny, z l. 1329-90 i 1892-94
- plebania katedralna, pl. Katedralny 6, z XVII w., 1970 r.
- kościół rzym.-kat. pw. NMP, ob. ewangelicki, pl. Mariacki, z k. XII w., l. 1340-1386, XV w., l. 1824-28
- kościół par. pw. Świętej Trójcy, ul. Rzemieślnicza, 1904–1908,
- kościół ewangelicki, ob. rzym.-kat. par. pw. św. Jacka, ul. Nadbrzeżna, z l. 1905–08
- kościół ewangelicki, ul. Henryka Pobożnego 7, z l. 1863–70
- kościół staroluterański, ob. cerkiew prawosławna par. pw. Zmartwychwstania Pańskiego, ul. Zofii Kossak 9, z 1847 r, 1912 r.
- kościół klasztorny benedyktynek pw. św. Maurycego, ob. szkoła, pl. Klasztorny 7,  z pocz. XVIII w., 1886 r., 1909 r.
- klasztor franciszkanów (bernardynów), ob. biura, ul. Chojnowska 67, z l. 1707-16
- zespół klasztorny jezuitów, ul. Partyzantów: kościół, ob. par. pw. św. Jana Chrzciciela, z l. 1714-27  i 1801-04, mauzoleum Piastów przy kościele, z XIV w., l. 1677-79, k. XIX w.; kolegium ob. seminarium, z l. 1700-07,  z drugiej poł. XX w.
- cmentarz żydowski, ul. Wrocławska 106, z 1837 r.
- kostnica z salą modlitewną, z 1877 r.
- park miejski, z XIX w. - 1940 r.
- zespół zamku piastowskiego, ob. muzeum i szkoła językowa, z trzeciej ćw. XII-XX w.: zamek, portal zamkowy (budynek bramny), z 1533 r.; park zamkowy, z XVIII w.-XIX w.
- pozostałości murów obronnych (bramy Chojnowska i Głogowska), z XIII-XV w.
- stary ratusz, ob. Centrum Sztuki, Rynek 39, z l. 1737-41, 1930 r.
- nowy ratusz, pl. Słowiański 8, z l. 1902-05
- Teatr Dramatyczny, Rynek, z 1842 r., XIX w., 1924 r.
- Akademia Rycerska, ob. Centrum Kultury, ul. Chojnowska 1-3, z l. 1726-35, 1802 r.
- zespół dworca głównego PKP, ul. Dworcowa, z 1929 r.: budynek dworcowy z halą peronową, budynek ekspedycji kolejowej, budynek poczty, wieża ciśnień, 1900, ul. Kobylińska
- dworce: dworzec Kolei Dolnośląskiej, ul. Dworcowa 3, z 1844 r.; dworzec Legnica Północ „Kobyliński”, ul. Ścinawska, z 1898 r.
- dom, ul. Andersa 8, z 1898 r.
- dom, ul. Chojnowska 46 A i budynek gospodarczy, z 1870 r., 1929 r.
- zespół szpitala psychiatrycznego, ul. Chojnowska 81, z l. 1869-1901: gmach główny, pawilon zakaźny, pawilon psychiatryczny, willa dyrektora, ob. bud. adm., kotłownia, bud. gospodarczy
- dawny areszt policyjny, ul. Daszyńskiego 18, z 1929-30 r.
- mur dziedzińca przy areszcie, z l. 1929-30
- willa z ogrodem, ul. Grabskiego 23, po 1920 r.
- komendantura garnizonu, ob. ZUS, ul. Grabskiego 26, z 1937 r.
- willa z ogrodem, ul. Grabskiego 32, 34, po 1920 r.
- wille z ogrodem, ul. Grunwaldzka 38, 40, 50, po 1910 r.
- zespół folwarczny „Ludwikowo”, ul. Jaworzyńska 199, z k. XIX w.  w.: Dwór „Ludwikowo” w Legnicy, oficyna mieszkalno-gospodarcza, obora, spichrz z bramą, stodoła, stajnia, resztki parku z aleją
- wille z ogrodem, ul. Kolbego 3, 3a, 7, 10, 12, 14, 16, 18 po 1910 r.
- willa z ogrodem, ul. Konopnickiej 2, z l. 1914-16
- wille z ogrodem, ul. Kościuszki 31, 37, 41,43, po 1906 r.
- aula w seminarium nauczycielskim, obecnie szkoła zawodowa, ul. Lotnicza 28, z 1912 r.
- willa z ogrodem, ul. Łukasińskiego 3, z 1898 r.
- zespół dworski Czerniewice, ul. Myśliwska 8/9, z l. 1876-1900: Dwór "Czerniewice" w Legnicy, park, oficyna, dom mieszkalny, budynek gospodarczy
- kamieniczka, ul. Najśw. Marii Panny 7, z 1599 r., XIX w./XX w.
- kamienica z salą widowiskową, ul. Nowy Świat 19, z k. XIX w., 1930 r.
- wille z ogrodem, ul. Okrzei 12, 14 (ogród i ogrodzenie), 17, 19, 29, po 1910 r.
- kamienica, ul. Panieńska 23/24, 48, 49
- pałac opatów lubiąskich, obecnie muzeum, ul. Partyzantów 3, z l. 1717-30 i 1963-68
- kamienica, ul. Partyzantów 22, z drugiej połowy XVI w., XIX w./XX w.
- loża masońska, obecnie biblioteka i archiwum, ul. Piastowska 22, z 1894 r.
- kamienica, ul. Piekarska 7 (d.27), z pierwszej połowy XVIII w.
- szkoła parafialna, obecnie biura, ul. śś. Piotra 6 (d.1), z 1617 r., XIX w.[2]
- willa z ogrodem, ul. Poselska 24 (d. ul. Konopnickiej 16), z l. 1925-1926
- bank ziemski księstwa legnicko-wołowskiego, ul. Powstańców Śląskich 13, z 1877 r., l. 1905-06,  l. 1905-1906
- wille, ul. Rataja 16, 24, z l. 1903-05
- dom, ul. Rycerska (d. R.Luksemburg) 1, z drugiej poł. XVIII w.
- dom, Rynek 9, 1905 r.
- kamieniczki, Rynek 23, 24,  25, 26, 27, 28, 29, 30, 31, z XVI w., XIX w., 1959 r.
- portal północny, w domu Rynek 36 (d. 44), z pierwszej ćw. XVII w.
- kamieniczka „Pod Przepiórczym Koszem”, Rynek 38 (d.40), z poł. XVI w., 1909 r., 1970 r.
- dom, ul. Tatarska 9, z l. 1911-1913
- willa, ul. Witelona (d.Lenina) 2, 1870 r.
- szkoła par. śś. Piotra i Pawła, obecnie dom mieszkalny, ul. Witelona (d.Lenina) 3, z k. XIX w.
- bank, ul. Wjazdowa 2, z l. 1884-1886
- domy, ul. Wojska Polskiego 2, 5, z l. 1900-1907
- kamieniczka, ul. Zamkowa 2, z XVII w., poł. XVIII w., XIX w.
- willa, ul. Złotoryjska 87, z 1887 r., 1902 r.
- wille z ogrodem, ul. Złotoryjska 89, 91, z l. 1872-1888 i czwartej ćw. XIX w.
- budynki d. gazowni, ul. Ścinawska, z l. 1914-16: piecownia z kotłownią, wieża amoniakalna
- budynki d. fabryki odzieżowej, ul. Słubicka 2, z l. 1925-30: budynek dyrekcji, budynek biurowy, remiza, warsztaty, krajalnia z rozdzielnią prądu zwalnia
- dwa magazyny dawnej fabryki włókienniczej, ul. Ściegiennego 25, z l.1910-20,(dec. uchylona)
- zespół przedsiębiorstwa Wodociągów i Kanalizacji, ul. Filtrowa 1, z 1895 r., 1925 r.: maszynownia z kotłownią, budynek uzdatniania wody
- studnia Neptuna, Rynek, po 1730 r.
- studnia Syreny, Rynek, po 1730 r.

inne
- pałac Nowy Dwór,  ul. Nowodworska 30, wyb. w XVIII w. stylu barokowym, przebudowany w stylu klasycystycznym w XIX w.[3]